# コスプレダンスパーティー
コスプレダンスパーティーとは、参加者が主にアニメやゲームに関するコスプレをしてクラブ（ディスコ）あるいはレンタルホールや公民館等の会場でアニメソングやゲームソング、ユーロビートやハイパーテクノをはじめとするダンスミュージックなど、さまざまなジャンルの楽曲で踊るイベントのことである。コスパ、コスプレダンパ、また単にダンパ等と省略して呼ばれている。現在もコスプレイベントの一要素として定着しており、ダンスパーティー単独での開催は全盛期からは減ったものの、コスプレイベント開催時にダンスパーティーのスペースを用意している場合もある。
有名な会場としては関東の晴海客船ターミナルホールや、ムーブ町屋、東京ドームシティアトラクションズ（ジオポリス）等。他地方でも様々な場所で行っている。

## 歴史と変遷

### 1990年代以前
誰がいつコスプレダンパを始めたかには諸説あるが一般に言われているのが、同人誌即売会の一角、もしくは終了後にラジカセを持ち込んで皆で歌ったり踊ったりしていたのが発祥と言われている。超時空要塞マクロスの登場人物でアイドル歌手という設定のリン・ミンメイのコスプレをした女性達によるカラオケ大会をアニメ雑誌『マイアニメ』が取り上げて発展した物だとも言われる。「コスプレダンスパーティ」という形態でイベントを始めたのは名古屋もしくは大阪が最初という説もあるが定かではない。

### 1990年代
企業主催とアマチュア主催の2系統のイベント開催が活発に行われた。

企業主催のコスプレダンスパーティー
俗にコスプレダンスパーティー自体を「コスパ」として略して呼ばれることもあるが、このコスパの狭義の意味としては株式会社ブロッコリーが主催していたコスプレダンスパーティーイベントの名称のことを指す。コスパは1994年10月に東京・芝浦のディスコ「Gold」にて第1回が開催され、593人を動員した。以後同人誌即売会「コミックキャッスル」と並んで創業当初のブロッコリーの営業の主力を担ったとともに、各種メディアに取り上げられるなどして当時勃興し始めたコスプレブームの一翼を担った。但し、初期には1995年5月「GOLD」で約1200人、同年9月「ヴェルファーレ」で約1200人と1000人規模の動員もあったものの、1997年9月の「ツインスター」で約500人と動員数は減少傾向にあり、これは企画のマンネリ化やブームに乗っていただけのコスプレイヤーが居なくなったためとされる。また、開催者側にとっては収益の出ない事業であり、メセナや他業の宣伝と割り切って続けられていた。
会場は主に神楽坂「ツインスター」（現在は閉店）、六本木「ヴェルファーレ」（2006年末閉店）が使われており、それ以外にも全国主要都市で開催、最盛期には年間10〜20回のペースで催され、年間約10万人の動員を記録した。またブロッコリーが初めて横浜アリーナを借り切って開催したイベントも、このコスプレダンスパーティーイベントであった。
その後、ブロッコリーの業態がキャラクターコンテンツビジネスに主眼を置くようになり、また他のイベント主催者がコスプレダンスパーティーを始めとするコスプレイベントを多数開催するようになったため、2001年5月をもってブロッコリー主催のコスパは終了することとなった。このコスパのイベント開催経験をもとに、ブロッコリーは様々なイベントを開催していくようになる。一方で1995年には、コスパの主要スタッフが独立し「株式会社コスチュームパラダイス（その後株式会社コスパに社名変更）」を創業、コスプレ衣装の制作・販売や各種イベントの開催・運営を行っている。
アマチュア団体主催のコスプレダンスパーティー
同人誌即売会終了後、机と椅子の撤去後の2〜3時間程度公民館など公共施設のホールなどを借りての開催が行われたが、やがてコスプレダンスパーティー単独で開催されるようになり50〜300人程度の動員があった。
主催者側のスタッフが曲をかけることでアマチュアDJとして活躍し始め、のちにはプロになる者もいた。また、ブロッコリー主催のコスパにDJとしてアマチュア団体のDJも参加していた。
水分補給の為にフリードリンク制の水場（みずば）と呼ばれる薄い麦茶をスタッフ側が用意していた。

この頃、多くのアマチュア団体ができ始めたが会場は公共施設であり、同じ施設に対しての開催頻度が高くなるとその地区の利用者が借りることができないなどの問題が生じ始め、他にも会場近くでの騒音・たむろ等のトラブルにより借りられなくなる施設が出た。

イベントでの略称は、どの団体が開催しても「ダンパ」である。

### 2000年代
2000年代のコスプレダンスパーティーは、コスパなどの企業が撤退していたが、アマチュアの団体によるイベントの開催がさらに盛んとなる。
この頃には主催団体のスタッフが学生から社会人になり始めており、一部ではあるがそのままオタクコンテンツとしてのイベント主催企業を立ち上げる者も現れた。その企業や社会人スタッフが会場が手狭になり大きな箱を求めて今までの公共施設ではなく専用のクラブなどに移行し始めた。関東のコスプレダンスパーティーでは、アニメソング、特撮ソング以外にユーロビート、テクノ（テクパラ）を中心とする踊るための曲が取り入れ始めた。しかし、イベントの種類によっては、アニメソング限定であったり（これは特に懐古系、いわゆるじじい系と呼ばれる古いアニメソング中心のイベントに多い）、さらにはコスプレをしながらでのクラブ系ダンスミュージック（トランス、ハウス、ヒップホップ、R&B）等を中心としてクラブテイストを全面に押し出したイベントがこのころから増加してきた。
公共施設でのイベント開催も一部主催団体が会場を移行したのを機に他の団体が年に数度ほど一定数行われていた。

### 2010年代
2007年頃から、曲を踊ることを中心としたダンパという形態とは異なり、クラブスタイルのイベント（アニソンクラブイベント、通称：アニクラ）が登場し、2010年代からの主流となった。
振り付けを踊ったり、曲を次々と変えて踊ることに重点を置いたコスプレダンパに対し、アニソンクラブイベントでは、音楽そのものをDJのプレイとともに楽しむことを目的とし、踊りもフリースタイルやヲタ芸が中心である。一方、コスプレダンパでは、関東地方以外では大きく縮小していった。その背景には、2000年代のコスプレダンパにおいて、配布されたDVDなどの映像をもとにイベントの外であらかじめ踊りを覚えてくるようなスタイルが主流となり、初心者が入りづらくなったこと、ならびに個人団体によるイベントの減少などの理由から昼間に開催するイベントが減少し未成年者が参加しづらくなったことがあげられる。
また、2018年6月30日を以てディファ有明が営業を終了するなど、会場施設の老朽化による建て替えに伴い以降開催を縮小せざるをえない状況もある。

### 2020年代
2019年に発生した新型コロナウイルス感染症が日本国内において蔓延し始めたのを受け、コスプレ系のイベントも会場施設の運営上の制限や主催者による自主的なイベントの自粛・中止が起こった。
2021年になると、政府や自治体からの要請により、事実上ともいえる深夜営業の制限が科され、コスプレダンパは一気に衰退した。

## 音楽（ジャンル）
関東地方のスタンダードなコスプレダンパでは以下のジャンルが中心に流れる。
- アニメソング（アニソン）・特撮ソング・ゲームソング（主題歌や挿入歌等）
- J-POP（ジャニーズ系・ハロー!プロジェクト系・ヴィジュアル系など）
- ユーロビート
- ハイパーテクノ

また、他ジャンルとしては以下のものがあげられる。
- ダンスポップ（ダンスマニア等）
- トランス
- 萌えソング（I've系サウンドなど）
- その他クラブ系サウンド（ヒップホップ・R&B・レゲエなど）

## 踊り方
1997年頃の「コスパ」ではユーロビートに合わせてパラパラが踊られることがあったが、パラパラもユーロビートも当時はコスパ以外では「ブームの過ぎた過去の遺物」とされていた。
コスプレダンパが他のクラブ系イベントと異なるのは多様性である。
コスプレダンパでは踊り方は振りにあわせるのもあるが自由であることが原則であるのに対し、クラブのイベントでは振り付けが禁止されていたり、ユーロビート・テクノを中心とするディスコ系のイベントではパラパラを踊ることが事実上の強制となっている。

### 振り
決まった振り付けを踊ることである。コスプレダンパではアニメソングや邦楽を振り付けで踊ることに対して使用される言葉である。コスプレダンパでは、主に以下を総称して「振り」と呼んでいる。
- 音楽制作者ならびにタイアップ対象作品の制作者が公式として発表した振付（例：AKB48「恋するフォーチュンクッキー」、HHH×MM×ST「Follow Tomorrow」）
- ニコニコ動画「踊ってみた」で発表されている振付（例：「ハッピーシンセサイザ」「サイバーサンダーサイダー」）
- ユーロビート・テクノなどの特定のジャンルに付けられているパラパラ（例：NIGHT OF FIRE）
- コスプレダンパ参加者が独自に制作した振付（例：『ONE PIECE』主題歌「ウィーアー!」）

公式振付ならびにニコニコ動画での振付はアニソンクラブイベントで、パラパラはユーロビート・テクノを中心とするクラブ・ディスコイベントでも踊られている。コスプレダンパの特徴でもあるのは参加者が独自に作成した振付である。それらの多くは、パラパラを基本とした振りに、主題歌となっているアニメのキャラクターが各所でとる固有のポーズを付加したものが現在では主流となっている。

### フリー
本来、決まった振付を付けずに自由に踊るという意味であるが、コスプレダンパにおいては「振り」に対照的な概念として用いられる。そのため、フリーダンス以外に、本質的には振り付けであっても、下記のようなものはフリーに分類される。
- ヲタ芸（ヲタ芸で踊ることが主流となっている曲を除く）
- コスプレダンパで付けられた振りで踊ることが主流である楽曲における公式の振り付け
- 手拍子、掛け声、ステップ、ポーズ（1990年代前半、1980年代のアニメソングはほとんどがこのスタイルである）

- 合いの手、歌に合わせて独自の応援コール（1980年代に存在した「親衛隊」が行ったコール的なもの）、作中映像を模したもの、作中キャラクターのセリフ、同時期のTVCMの映像内の踊りなどが行われた。

- また誰でも踊れるだろうとフォークダンスをかけたりチークダンスのタイムが存在した。

2000年を過ぎた頃から曲全体でのオリジナル振り付けの複雑化が顕著になり作品・作中のネタを楽しむものからビデオテープの配布を行ったりネットでの映像を上げるなどが行われるようになりダンスで表現をする事に重きを置かれるようになっていった。
・「宇宙戦艦ヤマト」宇宙戦艦ヤマト（ヤマト式敬礼をとる・A：直立して作った右手拳を胸に密着させ腕をカタカナのレのような感じにするポーズ、B：直立して右腕を拳と共に水平に持ち上げ、親指から胸にあて肘を張るようなポーズ。どちらか好きな方のポーズをする）
・「まんが日本昔ばなし」にんげんっていいな（歌詞に合わせ てでんぐり返りと手を振る）
・「魔女っ子チックル」魔女っ子チックル（指を立てて魔法の呪文を唱える）「マハール ターマラ フーランパ♪」「チックルー♪」
・「はいからさんが通る」はいからさんが通る「はーいはーいはーい♪」（片手をあげる）
・「銀河鉄道999」銀河鉄道999（劇場版）会場いっぱいに肩を持って繋がった蛇行した列の電車ごっこをする。途中で何人かトンネルを作っている人をくぐったり、駅の車掌役で左右指差し確認するものがいた。
・「哀 戦士」機動戦士ガンダム（劇場版・第2作）（踊るよりもひたすら熱唱）
・「誰よりも遠くへ」トム・ソーヤーの冒険（映像中の再現・列になって前の人の肩を持ち片足ずつ大きく持ち上げながら前進していく）
・「オタスケマンの歌」タイムボカンシリーズ タイムパトロール隊オタスケマン（歌詞キラキラキラキラ♪で両手を上にあげ手首を曲に合わせて回し、スター・スター♪で曲に合わせ両脇に下ろした両手を左頭上脇へそろえながら2度斜めに突き上げるように振り上げる・手の動きを左右逆でもう一度する）
・「がんばれ!宇宙の戦士」宇宙大帝ゴッドシグマ（手拍子）
・「最強ロボ ダイオージャ」最強ロボ ダイオージャ「さいきょう　さいきょう　さいきょ～♪」
・「宇宙の王者! ゴッドマーズ」六神合体ゴッドマーズ（「六神合体ー！」と叫びながら集まった男性が六人が抱き合う）
・「ラムのラブソング」うる星やつら（好きよの歌詞の後に「うっふん」「あーあーー！」）
・「ラブ・ラブ・ミンキーモモ」魔法のプリンセス ミンキーモモ　「ラーブラブ♪」
・「クックロビン音頭」パタリロ！（エンディング映像の踊りを踊る）
・「Lはラブリー」The♥カボちゃワイン「L・L・LはラブのL・L　エルエルエウ～♪）
・「燃えてヒーロー」キャプテン翼（稲妻シュートの歌詞でボールを蹴って稲妻シュートする）
・「不思議色ハピネス」魔法のスターマジカルエミ「マイハッピネス　そりゃそりゃそりゃ♪」
・「ロ・ロ・ロ・ロシアン・ルーレット」ダーティペア（映像と同じ銃発射ポーズをする）
・「？（はてな）のブーメラン」三つ目がとおる「アブトル・ダムラル・オムニス・ノムニス・ベル・エス・ホリマク われとともに来たり われとともに滅ぶべし」作中呪文を曲の最後に唱える
・「君が好きだと叫びたい」SLAM DUNK「君が好きだと叫びたい！と叫ぶ」（「この熱い思いを受け止めてほしい♪でドリブル、フリースローゴールをする動きをする」）
・「チャチャにおまかせ」赤ずきんチャチャ（曲全編にダンスの振り付けが付けられた）
・「笑顔に会いたい」ママレード♥ボーイ（合いの手に叫び声あげるがあった）「Ahーっ」「苦い」「気になるーっ」「どおしてー」「会いたい」
・「メロスのように -LONELY WAY-」蒼き流星SPTレイズナー（映像ありで上映する場合、話数によって挿入セリフが違うためどの話数が流されるか予想する楽しみがあった）
・「アニメじゃない -夢を忘れた古い地球人よ-」機動戦士ガンダムΖΖ「オタクじゃない　マニアなだけさ～♪」
・「ルネッサンス情熱」ミスター味っ子　（曲の効果音に合わせて手拍子）
・「Fight!」魔神英雄伝ワタル2（歌詞のファイトの部分で拳を上げてジャンプ）
・「めざせ! 1番!!」NG騎士ラムネ&40（曲全編にダンスの振り付けが付けられた）
・「不思議の国のスイートミント」魔法のエンジェルスイートミント「わたしミントじゅ～にっさい♪」「それはスイートミントだっねっ♪」「そこがスイートミントだっねっ♪」
・「Winners」新世紀GPXサイバーフォーミュラ（映像動作の再現で「ブーストオン！」の掛けを叫んだのち手拍子を一拍挟みながら右腕右足・左腕左足を前に突き出す交互のステップを曲に合わせて繰り返す）
・「ドリーム・シフト」絶対無敵ライジンオー（手拍子＆振り付けあり）「絶対無敵ライジンオーーー！」
・「DON'T LOOK BACK」横山光輝　三国志 / 超音戦士ボーグマン（同時期に作品違いで曲名「DON'T LOOK BACK」が２曲存在した為タイトル繋がりで２曲連続かける）
・「乙女のポリシー」美少女戦士セーラームーンR（尺とテンポが同じだったため作品放送時の同時期のテレビCM「サントリー紅茶ピコー」の振り付けで踊れた）
・「スーパーフェニックス～光の世界へ～」スーパービックリマン「サイバーアップ！」「スーパーエンジェル フェーニックス♪」（手拍子）「スーパーファイター フェーニックス♪」（手拍子）
・「笑顔のゲンキ」姫ちゃんのリボン（全編振付けあり）「ひめちゃ～ん♪」（随時手拍子）
・「んばば・ラブソング」南国少年パプワくん（全編振付けあり）（曲終わりに作品原作掲載雑誌のTVCMキャッチ「ほんでもって ほんでもって 少年ガンガン！」の掛け声）
・「微笑みの爆弾」幽☆遊☆白書（歌詞微笑みの爆弾♪の後に指で霊丸発射のジェスチャーをする）
・「just think of tomorrow」無責任艦長タイラー（歌手映像の動きの真似）（曲終了後「いってみよー！の掛け声」）
・「FLYING IN THE SKY」機動武闘伝Gガンダム（「俺のこの手が光って唸る！ お前を倒せと輝き叫ぶ！（伴奏時にセリフ）」・「シャイニングフィンガー！」の同歌詞部分で持ち上げ引いた右手を前に突き出す）
・「MAGIC OF LOVE」魔法陣グルグル（扇子使用・全編振付けあり・掛け声「ハイ・ハイ・ハイハイハイ！ 」）
・「ゆずれない願い」魔法騎士レイアース「むじゅーりょくじょーたいっ！」（歌詞跳べない～♪から誰のせい～♪までタン・タタンの拍子で手拍子）
・「Si Si Ciao ～ロマナの丘で～」ロミオの青い空（オリジナルのフォークダンス）
・「夢見る愛天使」愛天使伝説ウェディングピーチ（輪になって踊りながら歩を進め輪を回転する）
・「恋をするたびに傷つきやすく…」ナースエンジェルりりかSOS（曲全編にダンスの振り付けが付けられた）
・「残酷な天使のテーゼ」世紀エヴァンゲリオン（ラジオ体操第1の体操を曲のペースで行う・曲尺は体操の曲と丁度合っている）
・「胸がドキドキ」名探偵コナン（舞台上で死体役で倒れている人を囲って顎に手を当て推理している風な初動捜査の現場再現を曲が流れている間に行っていた）
・「恋はスリル、ショック、サスペンス」名探偵コナン（OP映像のパラパラを踊る。ちょうどこの時期にパラパラが流行り始めた）
・「HEART OF SWORD ～夜明け前～」るろうに剣心 -明治剣客浪漫譚-（フロア内の人が横の列単位でポーズを取ったのちに右に移動、端まで行ったらポーズを取ったのちに逆側に移動を曲に合わせて繰り返す）
・「輝け!!ダグオン」勇者指令ダグオン（歌詞ダグオン～♪で腰をくねくね揺らす・夢は～渡さない♪で足のつま先から頭上まで手を添えながら曲に合わせて這い上がらせる）
・「MYSTIC EYES」天空のエスカフローネ（歌詞「運命の♪」の後に２拍・「扉が開く♪」の後に２手拍子）
・「バリバリ最強No.1」地獄先生ぬ～べ～（行進・他）
・「勇者王誕生!」勇者王ガオガイガー（曲の必殺技名部分をを技のポーズをとりながら叫ぶ）
・「ン・パカ マーチ」夢のクレヨン王国（映像のダンスを踊る）
・「私に ハッピーバースディ」OVA 万能文化猫娘（誕生日の参加者がいた場合によくかけられた）「（コール）◯◯はセリフ不明 せーの　ハッピーバースディ　ヌクヌクー（手を振るの歌詞で手を振る）◯◯博士に作られた 女子高生型ニャンボット ぼくらの願いを叶えてくれる ◯◯◯◯　◯◯◯◯ ラブリー　ヌクヌクッ」
・「My Heart 言い出せない、Your Heart 確かめたい」ああっ女神様っ（女神様のコスプレイヤーがいた場合は舞台側に立ちフリーで動く、不動の手拍子または会場内を左右に分かれて踊りながら行進しての移動で左右の人員が入れ替わるのを繰り返す。あたかも女神様への信仰活動的風な感じで行われる）
・「天使のゆびきり」彼氏彼女の事情　（会場内を集団で大行進・振り付けあり）
・「さぁ」まもって守護月天!（振り付けあり）
・「ウィーアー!」ONE PIECE（振り付けあり）
・「檄！帝国華撃団」サクラ大戦（振り付けは歌謡ショウ公演バージョンとフリーでの振り付けダンスと様々）
・「ハム太郎とっとこうた」とっとこハム太郎（輪になって踊りながら行進する・大好きなのは〜の歌詞の後に「せ〜のっ！」の掛け声）
・「メリッサ」鋼の錬金術師（振り付けあり）
・「プリンセスはあきらめない」ふしぎ星の☆ふたご姫（振り付けあり・映像のダンスを踊る）
・「ハレ晴レユカイ」涼宮ハルヒの憂鬱（振り付けあり・映像のダンスを踊る）
・「きらりん☆レボリューション」バラライカ（振り付けあり・映像のダンスを踊る）
・「すもももももも〜地上最強のヨメ〜」最強○×計画（振り付けあり）

## 地域性
コスプレダンパは有志により開催されていることが多く、そのため団体により各イベントの特徴は異なるが、地域ごとにおおまかな傾向を持つ。ここでは関東・東海・関西のそれぞれの地方における特色を述べる。
関東地方
アニソン・ユーロビート・ハイパーテクノの3ジャンルをメインとし、振り付けにより踊るイベントが主流である。
東海地方
関東地方の3ジャンルにダンスポップ・ロック等のクラブ系（ディスコ系）サウンドを全面に押しだしたものが加わる。アニソンは名古屋地区ではフリーが、静岡地区では振り付けが主流である。ディスコサウンドの中でも、80年代ユーロビートを星の子・風の子と呼ばれる名古屋地区独自の振り付けで踊るという特徴を持っている。
近畿地方
主にアニソン中心のイベントであり、フリーで踊ることが多い。一時期は東海地方の影響を受け、ユーロビートやテクノ等のパラパラ系サウンドも普及したが、近年はアニメソングやアイドルソングに合わせてオタ芸を打つスタイルが中心となってきている。
地域毎の特色は、DJや主催者、参加者同士の交流によって他地域に影響を及ぼすことも多々ある。また近年では、アニソンクラブイベントの台頭によるものか、関東地方のようなスタイルのコスプレダンスパーティーは他地域では少数派となってきている。このため、なんらかの事情により関東地方から他地域に引っ越した場合、楽しめるイベントがない（雰囲気が自分に合わない，開催日程が限られるなど）という問題も生じている。

## コスプレダンパでの論点
コスプレダンパはそのあり方自体が多種多様である。またコスプレイベントでありつつもクラブ・ディスコ等のいわゆるオタク文化とは対極にある要素を持つものでもある。そのようなことからコスプレダンパのあり方についての議論はたえない。今日のコスプレダンパ界では、主に次のようなことが議論される。

### マナー
他の同人・コスプレイベントと同様に、コスプレダンスパーティーでもマナー・ルール違反が目立つようになっており、主催者・参加者ともに現在ではマナーの向上を図っている。何がルール違反となるかは団体やダンパのスタイルにも大きく異なるが、一般的に以下のようなことがマナーとされる。
- ステージではその曲のコスプレイヤーを優先する
- 走らない
- ダンスフロアに座り込まない

### 振り付けの複雑化
主にアニソンを中心にして起きる問題である。アニソンのジャンルにおいて、1990年代のコスプレダンパではユーロビートと異なり振りをせず、自由にリズムをとったり仲間同士の掛け声で盛り上がったり等「フリー」と呼ばれるスタイルでの「踊り方」や、あるいは振り付けがあっても簡易なものであった。しかし、2000年代以降、振りつけの複雑化が進んだ。簡単な振りはパラパラや他ジャンルのダンスをベースにした複雑な振りになり、これによって、ダンパの会場で踊れる人の振り見てその場で真似して覚えるというスタイルから、ダンパ以外の場所で事前に振り付けを覚えるという準備をして、覚えたものをダンパ会場で踊るという流れが主流になった。この変遷はダンパのスタイルにも大きな影響を及ぼした。

### コスプレイヤー以外の流入によって生じる問題
この問題はユーロビートやハイパーテクノ等のパラパラ系ジャンルを主体とするイベントにてしばしば見られる。コスプレダンパ参加者、特に上記2ジャンルを中心に踊る参加者の中には、コスプレ系ではない一般のクラブイベントに参加する者も多く、コスプレイヤー以外との繋がりを持つことがある。このようなことから、最近ではクラブイベントの参加者がコスプレダンパに参加をしたり、クラブイベントの主催者と合同でイベントをするということもしばしば見受けられる。しかし、コスプレダンパと一般のクラブイベントでの文化や慣習の違いから、次のようなことが問題となっている。
- ステージの利用方法における、慣習の違いによる問題
- コスプレダンパという異なる場所において、クラブでの人間関係、特に上下関係をそのまま持ち込むことによるトラブルの発生
- マナーの許容度の違いによる問題
- コスプレダンパであるにもかかわらず、コスプレイヤーに対する偏見を持って参加する一般参加者の問題

このような問題を未然に防ぐため、一般の参加者が多く来場することが想定されるコスプレダンパでは、価格設定に差を設けたり、ステージに上がることをコスプレイヤー優先あるいは限定にする等の措置が設けられている場合が多い。
最近は声掛け等の盛り上げも薄れて来て、楽しく面白くみんなで踊るよりもどれだけ美しく上手く完璧かに変わりつつある。楽しむために有るはずの物が楽しさを二の次に完璧さばかり求め、ダンパ好きと嫌いの溝も広がりつつある。

## 参加方法の変遷 [ 東京 ]
いつの時代であっても、参加者は地域・世代・性別のバラバラな個人が仲間となり友人となり時には意見のすれ違いやぶつかり合いもある中で趣味と好きなものを通じ、遊び場としての居場所を作ろうという活動をしており、コミュニティの独特の場を形成している。

### 1990年代以前
開催者の多くは学生がメインとなっており、アニメ雑誌へのイベント開催告知を行いそれを見た読者やその友人などを誘い参加する形でファン同士の交流の場としてイベントが開催された。会場では主催者が作成したイベント開催告知チラシの配布のほか、イベント終了後のマイクパフォーマンスによる次回イベントや他団体のイベント開催が告知され情報を得ていた。
開催会場が公共施設であるため会場使用時には参加者の個人情報登録は必須であり、開催会毎に会場受付コーナーにて参加者の登録用紙への手書きの記入が行われた。
プリントごっこによる手製のスタンプカード発行のイベントもありハンコが貯まると無料参加ができる特典カードと引き換えが出来たイベントもあった。
この時代に地方から進学で上京しイベントに来ていた学生が就職の為に地方に戻り、ダンパの文化を地方にもたらしたパターンも見られた。

### 1990年代
開催イベントが増えていく中で情報を集約する者が現れ、イベント情報誌 C-NETの発行が行われた。C-NETは当初、イベント会場での手売りであったが購読者の増加拡大に合わせ書店での販売、定期通販も行われた。また、リソグラフ、多色刷りオフセット、カラー印刷へと変化していき同人誌の印刷技術の変遷とともに誌面は変化していった。盛り込まれた情報は、イベント告知（ダンパ以外にもお茶会、上映会、同人誌即売会など）以外にも会場への交通・地図案内、オリジナル漫画の掲載、コスプレ衣装の作り方など多岐に渡っており参加者に重宝された。
運営側は会場契約をする主催者とゆるい繋がりの有志の仲間で行われていたが、互いに本名・住所など知らない状態であり災害時などに連絡先がわからないなど支障をきたす為、イベント開催中の時間を利用しての参加者全体のミーティング会が開かれたのを機に以降、正式なスタッフ登録が行われた。
各イベント開催団体により会員登録制のカードが発行されていたが回を重ねるごとに参加者は増え続け（会場施設の駐車場に７００人以上の行列が形成された）開催開始時間前の早い時刻から会場前に来場した参加者の行列ができる事態が発生していた。その為、東京の一部の運営団体は毎回の登録により増えていく書類の管理と増大する参加者の登録情報管理と入場手続きの処理を紙ベースからPC管理のデジタルデータベースへの移行を行なった。メカニック技術に強いスタッフ2名と機器手配を行った１名のスタッフ有志によるシステム開発（BASIC言語でのソフト作成）が行われ、パソコン（PC-9801）へRS-232Cケーブルで接続したバーコードリーダー（中古品を安価で購入）にて発行したバーコード付会員カードを入場受付時にスキャンする形でイベント参加の登録時間の短縮と運用を実現した。
この会員管理システムは「DANPAIN」(ダンパイン：DANce PArty INformation SYSTEMの略）という名称が付けられ
提携イベント団体（きたきたくらぶ、高天原、東京グリーン社など）では共通データベースとして運用が行われた。共通カードは初期は「きたきた・高天原コスプレ登録カード」 後に 「C-NETカード」と名称変更され発行された。
音源はラジカセの（カセットテープ音源）持ち込みからDAT、MD、CD、音源データ(HDDやSSD)へ
と技術の進歩に合わせ変化していった。またレコードも使用された。
音響は技術に詳しい開催イベントスタッフが調整を行なうことで施設の設備を使用し始めた。個人所有の
スピーカーやミキシングマシンを持ちこみ使用することでイベントの質を上げていった。
DJは作品と曲知識だけでなくミキサーを使用する音響とは？という電気技術的な面も
受け持っており運営の一部を担っている。開催中にミキサーの加熱による機械の発熱を冷ますため人力で仰ぐ事などがあった。会場設備は故障した場合は会場側から有償での修理請求がなされる為、こぼれると機械の故障の原因となる液体（ドリンク）の音響マシンの側へ置くことは注意が必要であった。
その他、人が増えていくことで列整理・列管理、更衣室の運営、備品やドリンクなどの買い出し、机や椅子の出し入れの設営など多岐にわたる運営上の業務が生まれていった。

### 2000年代以降
イベントのネット環境への情報開催提示が行われるようになり事前参加登録もネット経由で行われるようになった。
曲に合わせて映像を上映するVJが登場した。
運営スタッフは希望者がいれば技術の継承を行なっており新たに音響技術のできる若手を育てる活動が行われている。

## 参考資料
- 「コスプレ・マニアックワールド……「コスパ」「コスプレ誌」を取り巻くビジネス事情 - いざ!コスプレパーティへ」 増田晶文、別冊宝島358『私をコミケにつれてって! 巨大コミック同人誌マーケットのすべて』 ISBN 4-7966-9358-0、宝島社、1998年1月16日、pp. 175–181
  - 主に1994年から1997年頃のコスプレパーティについて記載。インタビューに「絵夢」（歌舞伎町、2002年頃閉店）、「コスチュームパラダイス」。